# Carol Twombly
Carol Twombly (née le 13 juin 1959) est une créatrice de caractères américaine qui a dessiné plusieurs polices, dont Trajan, Myriad et Adobe Caslon. Elle fait des études à la Rhode Island School of Design et à l'Université Stanford.
En 1984, elle remporte le prix Morisawa pour sa police Mirarae. Elle entre chez Adobe en 1988 et réalise les polices Trajan, Charlemagne et Lithos (1989), Caslon (1990), Myriad (1992), Viva (1993), Nueva (1994), Chaparral (1997).
Elle est lauréate du prix Charles Peignot en 1994.

Trajan.
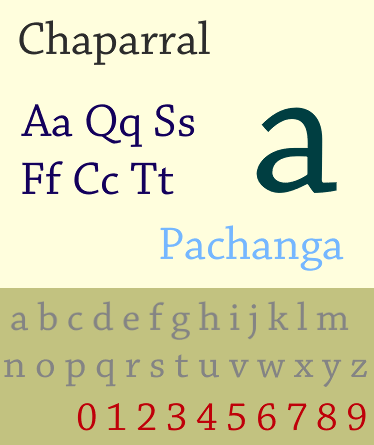
Chaparral.

## Sources
- Friedrich Friedt, Nicolaus Ott et Bernard Stein, Typographie, quand, qui, comment, Könemann, 1998, 592 p.  (ISBN 978-3895084737).
- (en) Carol Twombly sur la page du prix Charles-Peignot, sur le site de l'ATypI.